# Marrocos nos Jogos Olímpicos de Inverno de 1968
O Marrocos participou dos Jogos Olímpicos de Inverno de 1968 em Grenoble, na França. Foi a primeira participação do país em Jogos Olímpicos de Inverno.

## Desempenho

### Esqui alpino
| Atleta          | Evento                   | Descida 1 | Descida 2 | Total   | Total |
| Atleta          | Evento                   | Descida 1 | Descida 2 | Tempo   | Pos.  |
| --------------- | ------------------------ | --------- | --------- | ------- | ----- |
| Hassan Lahmaoui | Slalom gigante masculino | 2:24.97   | 2:23.69   | 4:48.66 | 86º   |
| Said Housni     | Slalom gigante masculino | 2:24.40   | 2:16.28   | 4:40.68 | 83º   |
| Mimoun Ouitot   | Slalom gigante masculino | DNF       | DNF       | DNF     | DNF   |
| Mohamed Aomar   | Slalom gigante masculino | DNF       | DNF       | DNF     | DNF   |

| Atleta          | Evento           | Qualificatória | Qualificatória | Final       | Final       |
| Atleta          | Evento           | Tempo          | Pos.           | Tempo       | Pos.        |
| --------------- | ---------------- | -------------- | -------------- | ----------- | ----------- |
| Mehdi Mouidi    | Slalom masculino | 1:10.90        | 3º(gr.D)       | Não avançou | Não avançou |
| Hassan Lahmaoui | Slalom masculino | 1:09.16        | 4º(gr.H)       | Não avançou | Não avançou |
| Mohamed Aomar   | Slalom masculino | 1:20.03        | 4º(gr.Q)       | Não avançou | Não avançou |
| Said Housni     | Slalom masculino | ?              | 5º(gr.P)       | Não avançou | Não avançou |

Legenda
| Recorde mundial      | Recorde mundial (World record)               |                       | Recorde africano                      | Recorde africano (African) |                                           | Q | Classificado por posição (Qualified) |
| Recorde olímpico     | Recorde olímpico (Olympic record)            | Recorde da América    | Recorde da América (Americas)         | q                          | Classificado por melhor tempo (Qualified) |   |                                      |
| Melhor marca do ano  | Melhor marca do ano (World leading)          | Recorde asiático      | Recorde asiático (Asian)              | DNS                        | Não largou (Did not start)                |   |                                      |
| Recorde nacional     | Recorde nacional (National record)           | Recorde europeu       | Recorde europeu (European)            | DNF                        | Não terminou (Did not finish)             |   |                                      |
| Recorde pessoal      | Recorde pessoal do atleta (Personal best)    | Recorde da Oceania    | Recorde da Oceania (Oceania)          | DSQ / DQ                   | Desclassificado (Disqualified)            |   |                                      |
| Recorde da temporada | Recorde da temporada do atleta (Season best) | Recorde sul-americano | Recorde sul-americano (South America) | NM                         | Sem marca (No mark)                       |   |                                      |